# ヴァルター・マルティン
ヴァルター・マルティン （Walter Martin, 1911年12月11日 - 1964年1月9日）はドイツの指揮者、ピアニスト。

## 経歴
ハンブルクの出身。19歳の時に地元のシラー劇場の副楽長及び合唱指揮者として音楽活動をスタートさせた。オットー・クレンペラーの率いるクロル・オーパーでも練習指揮者として在籍したが、1933年に劇場閉鎖に伴い、フリーランスの指揮者となった。1938年から1944年までハンブルク国立歌劇場の練習指揮者兼カペルマイスターを務めた。
第二次世界大戦の終結後、ハンス・シュミット＝イッセルシュテットを創立指揮者に立ててハンブルク北西ドイツ放送交響楽団が設立されたときにカペルマイスターとして参加し、このオーケストラの第二オーケストラとしてのハンブルク放送交響楽団の指揮を任された。以後、このオーケストラと数多くの放送音源を録音した。ハンブルクにて死去後、ハンブルク放送交響楽団は解散している。

## 註
1. ↑  www.ehemalige-kaifu.de